# Вајано (Витербо)
Вајано је насеље у Италији у округу Витербо, региону Лацио.
Према процени из 2011. у насељу је живело 31 становника. Насеље се налази на надморској висини од 320 м.